# ضغط فعال

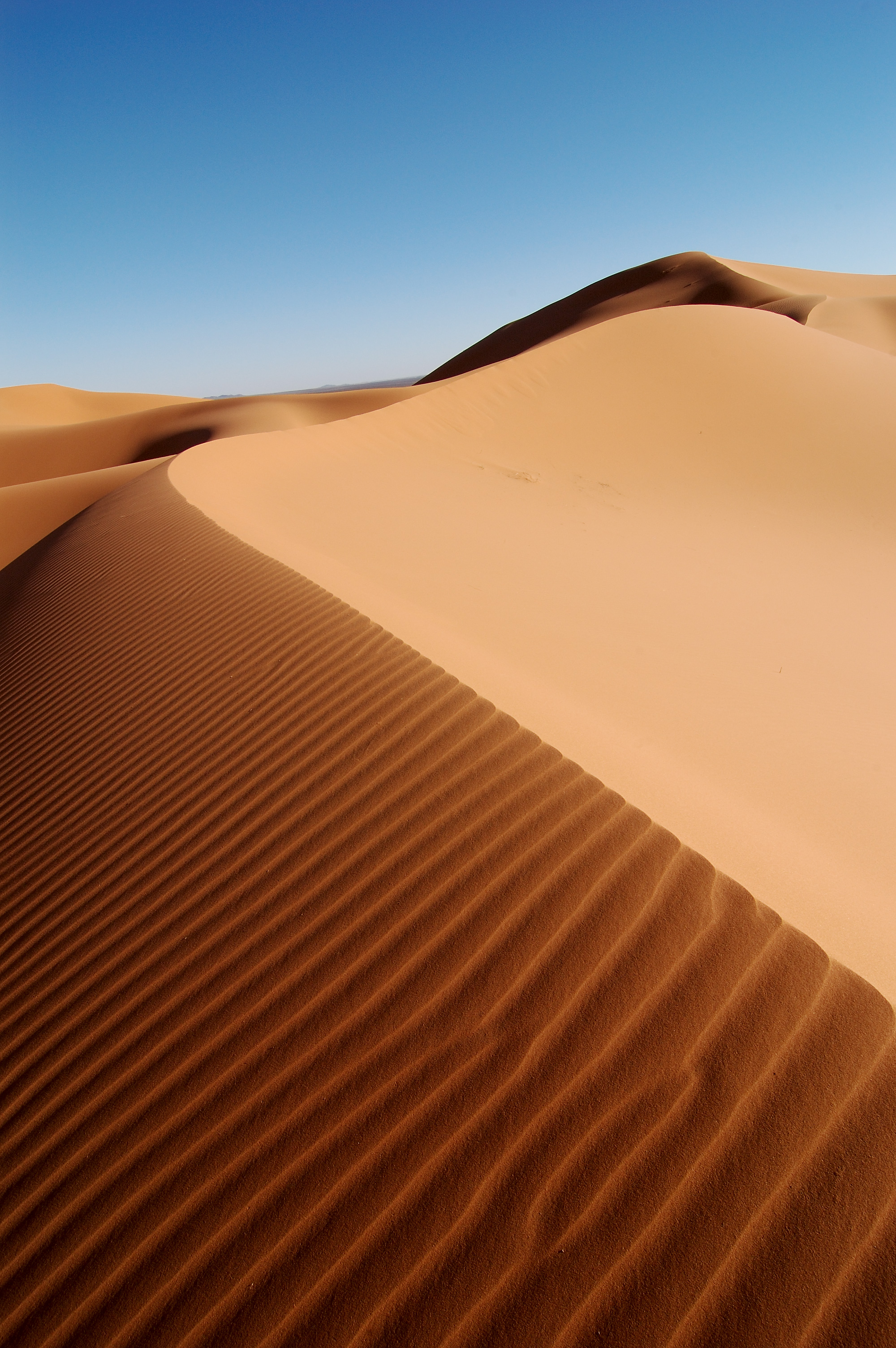
عرق الشبي، المغرب

الضغط الفعّال هو القوة التي تحافظ على مجموعة من الجسيمات في حالة صلبة. وعادة ما ينطبق هذا على الرمال أوالتربة أو الحصى.
إذا ضغطت على كومة من القطع النقدية بين أصابعك، ستبقى الكومة معا. وإذا أرخيت الضغط بين أصابعك، فإن كومة القطع النقدية سوف تنهار. وبالمثل، فإن كومة من الرمل تُمنع من التفرق مثل السائل لأن وزن الرمل يحافظ على التصاق الحبيبات معا في الترتيب الحالي، في الأغلب بسبب الاحتكاك الساكن. هذا الوزن والضغط هو الضغط الفعال.
من السهل انهيار الضغط الفعال عن طريق تطبيق قوى إضافية، فكل خطوة على الرمال تمثل ذلك. وهو عامل مهم في دراسة استقرار المنحدر وتميع التربة، وخاصة من الزلازل.

## مناقشة تقنية
كارل فون تيرجاجي هو أول من صاغ علاقة للضغط الفعال في عام 1925.  بالنسبة له، فإن مصطلح «فعال» يعني الإجهاد المحسوب والذي كان فعالا في تحريك التربة أو التسبب في تحركات. فهو يمثل الضغط المتوسط الذي تتحمله تركيبة التربة.
يمكن حساب الإجهاد الفعال (σ') العامل على التربة من خلال متغيرين: الإجهاد الإجمالي (σ) وضغط مسام الماء (u) وفقا للمعادلة:
{\displaystyle }
عادة، وبالنسبة إلى الأمثلة البسيطة
{\displaystyle }
مثل مفهوم الإجهاد نفسه، فإن المعادلة مصممة لتسهيل تصور القوى التي تعمل على كتلة التربة، خاصة في نماذج التحليل البسيط في استقرار المنحدر، والتي تحتوي على مستوى منحدر. في هذه النماذج، من المهم معرفة الكتلة الكلية للتربة في الأعلى (بالإضافة إلى الماء) وضغط مسام الماء داخل المستوى المنحدر بافتراض أنها تعمل كطبقة واحدة محددة.
يصبح مفهوم الضغط الفعال مثير للاهتمام فعلا عند التعامل مع ضغط مسام مياه غيرهيدروستاتيكي. في ظل ظروف تدرج ضغط مسام المياه، فإن المياه الجوفية تتدفق وفقا لمعادلة النفاذية (قانون دارسي). وباستخدام الكرات كنموذج، فإن الأمر يشبه إدخال أو سحب المياه من بين كرتين. عند إدخال المياه، فإن القوة تعمل على فصل الكرتين وتقليل الضغط الفعال. ولذا تصبح كتلة التربة أضعف. أما عند سحب المياه، فإن الكرتين تدفعان نحو بعضهما البعض ويزداد الضغط الفعال.
اثنان من التأثيرات القوصى لذلك هي الرمال المتحركة، حيث يعمل تدرج المياه الجوفية وقوى التسرب ضد الجاذبية؛ و«تأثير قلعة الرمال»،  حيث تعمل قوى سحب وقوى الخاصية الشعرية على تقوية الرمال. وكذلك فإن الضغط الفعال يلعب دورا هاما في استقرار المنحدر، وغيرها من مشاكل الهندسة الجيوتقنية والجيولوجيا الهندسية، مثل هبوط المياه الجوفية.